# Sigmund Gundelfinger
Sigmund Gundelfinger (Kirchberg an der Jagst, 14 de fevereiro de 1846 — Darmstadt, 13 de dezembro de 1910) foi um matemático alemão.